# Christian Friedrich Witt
Christian Friedrich Witt (* vor 1665 in Altenburg; † 3. oder 13. April 1717 in Gotha) war ein deutscher Kirchenmusiker und Komponist.

## Leben und Wirken
Christian Friedrich Witt war der Sohn des Altenburger Hoforganisten Johann Ernst Witt und wurde vermutlich von seinem Vater ausgebildet. Der Gothaer Hof ermöglichte ihm „zu weiterer Bildung in der Kunst“ einen Aufenthalt in Salzburg und Wien. Im Zeitraum 1685 und 1686 weilte er in Nürnberg, wo er Unterricht von Georg Caspar Wecker erhielt.
Im Juni 1686 wurde er in Gotha Kammerorganist am Hof von Sachsen-Gotha-Altenburg, neben dem Hoforganisten Nicolaus Körner, bei einem Gehalt von 142 Gulden. 1688 war er erneut eine Zeit lang bei Wecker in Nürnberg. 1694 erhielt er die Ernennung zum Kapelldirektor, wo er fast gleichrangig neben Kapellmeister Wolfgang Michael Mylius (1636–1712) wirkte. Nach dessen Tod 1713 erhielt Witt die Stelle des Kapellmeisters. Georg Philipp Telemann beschreibt Witt in Johann Matthesons Grundlagen einer Ehren-Pforte (1740) als einen „geschickten Kapellmeister“. Zu seinen bekannten Schülern zählen u. a. Hieronymus Florentinus Quehl.

## Werk
Witt schrieb mehr als 70 Kantaten und gab im Jahre 1715 die Psalmodia Sacra heraus, welche 762 Hymnen enthält und von der Friedrich Wilhelm Marpurg schrieb, es sei das „beste musicalische Gesangbuch, dass ich kenne“. Darüber hinaus komponierte er Claviermusik und Instrumentalwerke, darunter mehrere Concerti, Ouverturen und Suiten im französischen Stil und sieben, als Sonaten bezeichnete Concerti grossi im italienischen Stil. Von Witt stammt die Melodie des Kirchenliedes Schmückt das Fest mit Maien (EG 135).
Seine Komposition „Passacaglia in d“ galt bis ins 19. Jahrhundert hinein als ein Werk Johann Sebastian Bachs (BWV Anh. 182).